# 蓮渓路駅
 座標: 北緯31度10分17秒 東経121度33分44秒 / 北緯31.17132度 東経121.56224度
蓮渓路駅（れんけいろえき）は中華人民共和国上海市浦東新区北蔡鎮、緑科路と蓮渓路の交差点に位置する上海軌道交通13号線、18号線の駅である。13号線は2018年12月30日、18号線は2021年12月30日に開業した。

## 駅構造
地下駅で、ホームは13号線、18号線共に島式ホームである。 両ホーム中央には改札階へ向かうエレベーターが設置されている。

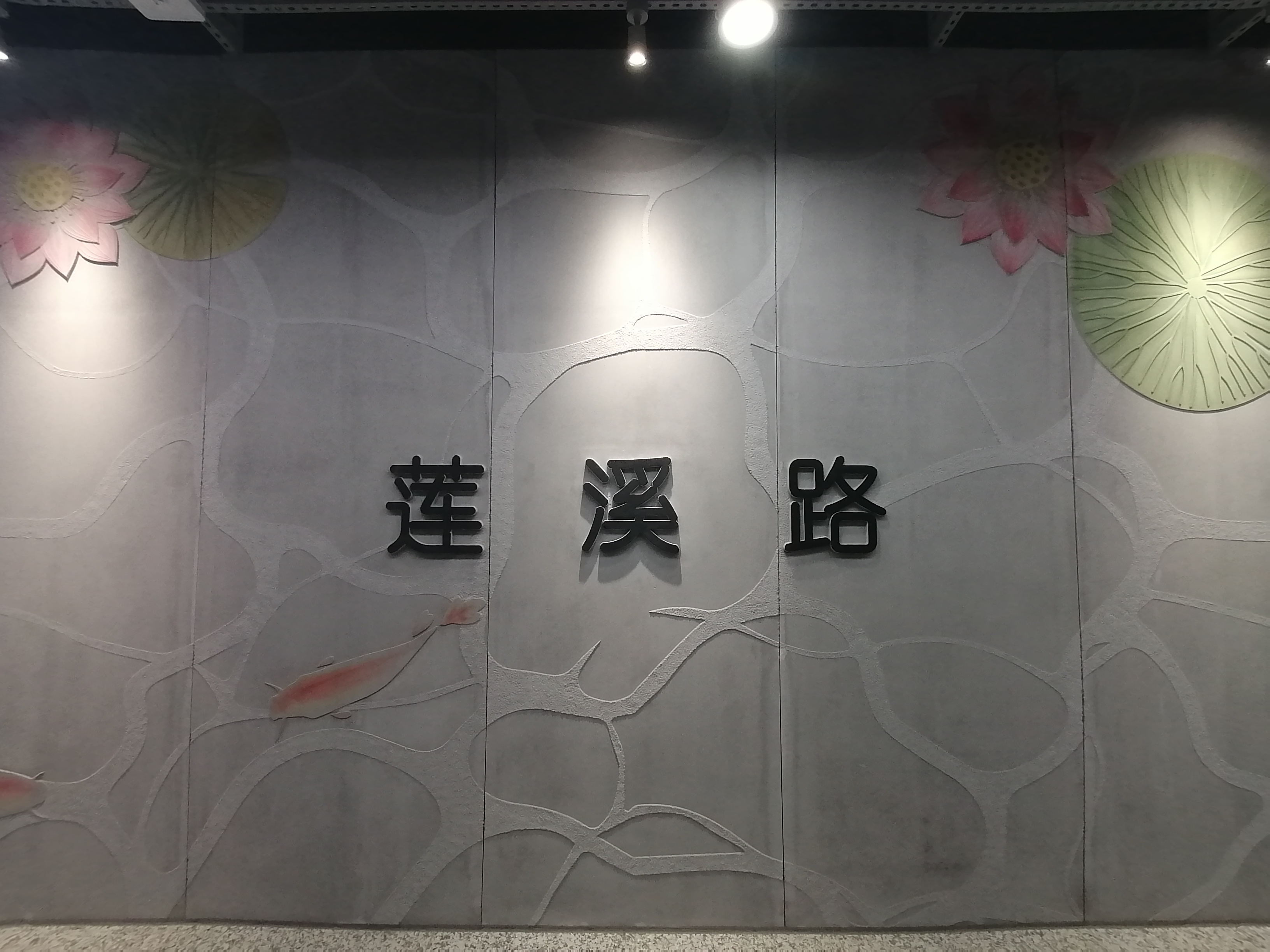
18号線の駅名標

### のりば
| 番線                    | 路線   | 行先                                         | 備考 |
| ----------------------- | ------ | -------------------------------------------- | ---- |
| 13号線ホーム（地下2階） |        |                                              |      |
| 1                       | 13号線 | 一大会址・新天地・漢中路・長寿路・金運路方面 |      |
| 2                       | 13号線 | 華夏中路・張江路方面                         |      |
| 18号線ホーム（地下3階） |        |                                              |      |
| 3                       | 18号線 | 長江南路方面                                 |      |
| 4                       | 18号線 | 沈梅路・航頭方面                             |      |

13号線と18号線の改札階は地下1階、13号線ホームは地下2階、18号線ホームは地下3階にある。

### 出口
出口は7つある。
- 1号出口 - 緑科路、蓮渓路
- 2号出口 - 緑科路、西中路
- 3号出口 - 緑科路、蓮渓路
- 4号出口 - 緑科路、蓮渓路
- 5号出口 - 蓮渓路、高青路
- 6号出口 - 蓮渓路、高青路
- 7号出口 - 蓮渓路、緑科路

## 隣の駅
上海軌道交通
 13号線
陳春路駅 - 蓮渓路駅 - 華夏中路駅
 18号線
北中路駅 - 蓮渓路駅 - 御橋駅